# Marchesinia brachiata
Marchesinia brachiata là một loài Rêu trong họ Lejeuneaceae. Loài này được (Sw.) Schiffner mô tả khoa học đầu tiên năm 1893.